# Hemiberlesia rapax
Hemiberlesia rapax är en insektsart som först beskrevs av Comstock 1881.  Hemiberlesia rapax ingår i släktet Hemiberlesia och familjen pansarsköldlöss. Inga underarter finns listade i Catalogue of Life.